# Mario Suárez
Mario Suárez Mata, född 24 februari 1987 i Madrid, är en spansk fotbollsspelare som spelar för Rayo Vallecano. Han spelar främst som defensiv mittfältare och har kontrakt till 30 juni 2022.

## Klubbkarriär

### Atlético Madrid
Suarez kom fram igenom Atlético Madridungdomslag. Han debuterade den 6 november 2006 i en match mot Sevilla. Under säsongen 2006/2007 hann han även spela i ytterligare tre mathcer för Atlético Madrid. Från 2006 till 2008 var han utlånad i två omgångar till Valladolid och Celta Vigo. I augusti 2008 skrev han på för Mallorca, i kontraktet fanns möjlighet för Atlético Madrid att köpa tillbaka honom.
Efter att ha varit ordinarie två säsonger hos Mallorca och bland annat hjälpt dem till en UEFA-cup plats som aktiverade Atlético Madrid återköpsklasulen. Den 10 april 2011 gjorde han sitt första mål för Atlético Madrid i en match mot Real Sociedad.

### Fiorentina
Den 24 juli 2015 skrev Suarez på för Fiorentina som en del i en avbetalning för Stefan Savić.

## Landslagskarriär
Suárez har spelat hela 38 matcher för Spaniens ungdomslandslag. Den 6 februari 2013 fick han debutera i Spaniens A-landslag mot Uruguay i en träningsmatch.

## Meriter

### Klubblag
Atlético Madrid
- La Liga: 2013/2014
- Copa del Rey: 2012/2013
- Uefa Europa League: 2011/2012
- Uefa Super Cup: 2010, 2012